# Марти, Бертран

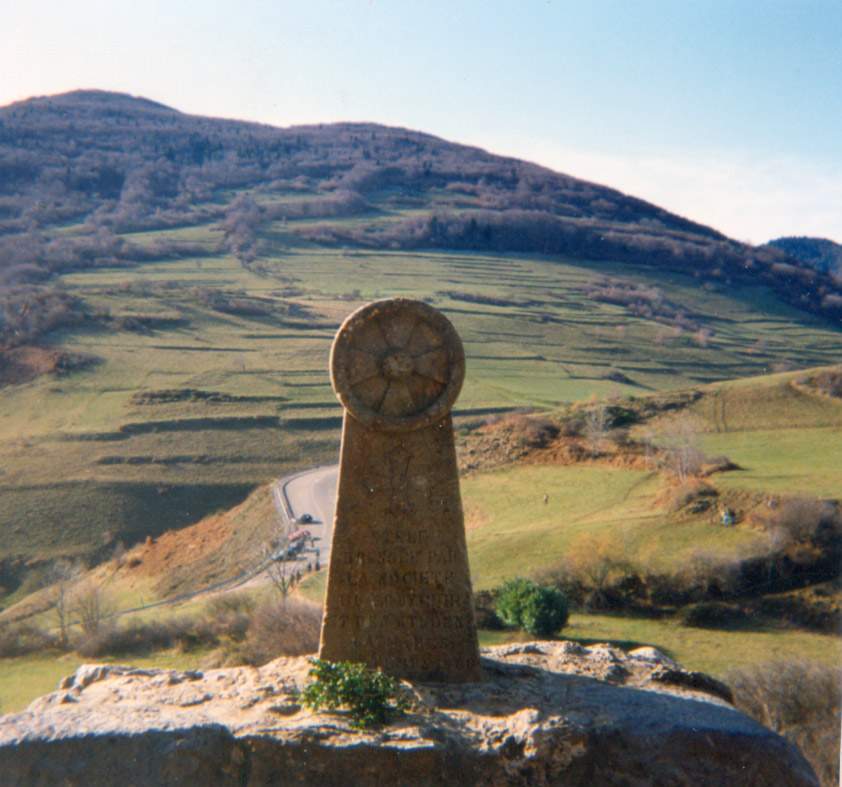
Памятник на месте сожжения 210 совершенных катар, включая Бертрана Марти, в Монсегюре

Бертран Марти (умер 16 марта, 1244) — катарский священнослужитель из области Лангедок. О жизни его известно не много. Родился будущий епископ в Тарабеле (Верхняя Гаронна), в бедной семье. Присутствовал на Соборе в Пьёсе в 1226 году, был избран дьяконом в 1230 году. В 1239 году сменил Гилаберта де Кастро на посту катарского епископа города Тулузы. Проповедовал в регионе Лораге, особенно в коммунах Фанжо и Лораке, а также в Лиму и Дён. В 1236 году поселился в замке Монсегюр в роли духовного наставника и политического организатора, став одним из 210 так называемых совершенных (perfectae). Его дипломатическая деятельность продолжалась с 1240 по 44 год. Как и все катары, укрывшиеся в Монсегюр, он умер на костре после сдачи замка. В х/ф Ларец Марии Медичи (1981) роль Марти исполнил актёр Леонид Оболенский.